# 11 Aquarii
11 Aquarii, som är stjärnans Flamsteed-beteckning, är en ensam stjärna belägen i den östra delen av stjärnbilden Vattumannen. Den har en skenbar magnitud på 6,22 och är mycket svagt synlig för blotta ögat där ljusföroreningar ej förekommer. Baserat på parallaxmätning inom Hipparcosuppdraget på ca 36,9 mas, beräknas den befinna sig på ett avstånd på ca 89 ljusår (ca 27 parsek) från solen. Den rör sig närmare solen med en heliocentrisk radiell hastighet på ca –18 km/s och förväntas komma så nära som 65,1 ljusår om ca 700 000 år.

## Egenskaper
11 Aquarii är en gul till vit stjärna i huvudserien av spektralklass G1 V,. Den har en massa som är ca 1,2 gånger större än solens massa, en radie, som är ca 1,3 gånger större än solens och utsänder från dess fotosfär ca 2,2 gånger mera energi än solen vid en effektiv temperatur av ca 6 000 K.
Jämfört med solen har den solliknande 11 Aquarii ett större överskott av element som är tyngre än helium. Detta tyder på  att den tillhör en klass av stjärnor som kallas metallrika.